# 藍字聖經
《藍字聖經》是一個《聖經》研習網站，提供整本聖經的逐字希臘文及希伯來文原文翻查，並它的解釋及對應之聖經章節。

## 外部連結
- 《藍字聖經》網站 （页面存档备份，存于）